# カトリック善き牧者の会
カトリック善き牧者の会（カトリックよきぼくしゃのかい、Good Shepherd Movement）は、1949年にメリノール宣教会の司祭に叙階されたアメリカ人神父ジェームス・ハヤットが、1952年にカトリック京都司教区・河原町教会において創始した宗教法人。対外的には「心のともしび運動」を名乗る。1964年からはハヤットの盟友、グレアム・マクドナル (Graham McDonnell) 神父が加わる
。

## 概要
1949年、メリノール宣教会司祭に叙階されたハヤット神父は、その年の8月に来日し、約9か月の日本語学習ののち京都市の河原町教会に助任司祭として赴任した。1952年、ハヤットは福音書の「善き牧者に倣いて」を読んだのち「皆、できるだけ祈りと犠牲、そして行いによって少しでも人々を教会へ導くように努めなければならない」と話し、その日のうちにリーフレットを作成して信者たちに渡し、知人に配るように依頼した。これが、「善き牧者運動」（心のともしび運動）の始まりであった。
「カトリック善き牧者の会」は京都府から1995年に宗教法人の認可を得たが、ながく続いた任意団体の時代より名を公に出すことは極力ひかえ、対外的には「心のともしび運動（本部）」、「心のともしびYBU本部」（YBU＝「善き牧者の運動」の略）などの名称を用いている。
カトリック系宣教番組『心のともしび』を、ラジオ、テレビ、インターネットで放映している。「暗いと不平を言うよりも、すすんであかりをつけましょう」を運動スローガンとしている。